# Victor-Modeste Paroletti
Victor-Modeste Paroletti (12 février 1767 - Turin ✝ 15 décembre 1834 - Turin), était un juriste et homme politique italien des XVIIIe et XIXe siècles.

## Biographie
Victor-Modeste Paroletti, né à Turin en 1767, fut destiné par sa famille à la carrière de la magistrature. Il fit son droit à l'université de cette ville : ses études terminées, il reçut le bonnet doctoral.
Des talents remarquables lui ouvrirent aussitôt l'entrée de l'Académie de Turin, à laquelle il communiqua plusieurs mémoires très importants. Bon physicien, naturaliste éclairé, il ne brillait pas moins par son goût pour les arts et par la facilité avec laquelle il traitait des questions les plus opposées en apparence aux sujets habituels de ses études.
Lorsque les Français établirent, en 1799, la République piémontaise à Turin, Paroletti fut nommé secrétaire du gouvernement provisoire, et, l'année suivante membre de la Consulta du Piémont.
Il siégea comme député du département du Pô, où ses concitoyens l'avaient élu à la presque unanimité des suffrages, au Corps législatif d'avril 1807 à fin 1811. 
Dans la séance du 18 avril 1810, il fit hommage à l'assemblée de la belle gravure Du Jugement dernier de Michel-Ange, exécutée au trait par Piroli. Il prononça à cette occasion un discours où il caractérisa en peu de mots, mais avec le sentiment d'une vive admiration, le génie du peintre et sculpteur florentin ; et fut éloquent lorsqu'il évoqua les encouragements donnés par la France aux arts en Italie, des établissements d'utilité publique, et des monuments qui s'y élevaient de toutes parts.
Il avait aussi communiqué à l'Académie de Turin la découverte de plusieurs vases antiques et précieux qui venait d'être faite dans une des terres de sa famille.
Il parut plusieurs fois à la tribune, et devint secrétaire du Corps législatif en 1811, il en sortit la même année. Il fut réélu en 1813, et prononça un nouveau discours au sein de l'assemblée, en lui présentant deux volumes des Mémoires de l'Académie de Turin. 
Après les événements de 1814, retiré des fonctions publiques, il reçut des lettres de naturalisation, et continua de vivre à Paris, occupé de la culture des sciences et des lettres.
Toutefois, l'amour du sol natal, l'appel de ses amis et les bontés du roi de Sardaigne le décidèrent à retourner à Turin. Il revint à Turin en 1823, y publia plusieurs ouvrages et y mourut en 1834, vivement regretté.
Paroletti était Chevalier de l'Ordre de la Réunion, membre de la Légion d'honneur et chevalier de l'Ordre de Saint-Maurice et Saint-Lazare.
On a de lui plusieurs mémoires scientifiques et historiques, présentés aux différentes académies dont il était membre, un entre autres sur le surintendant Fouquet. 

### Vie familiale
Victor-Modeste était le frère cadet de Gaétan Camille Thomas Paroletti, général de brigade.

## Fonctions
- Secrétaire du gouvernement provisoire de la République piémontaise à Turin (1799) ;
- Membre de la Consulta du Piémont (1800) ;
- Député du département du Pô au Corps législatif (avril 1807 - fin 1811, 1813-1814).

## Publications

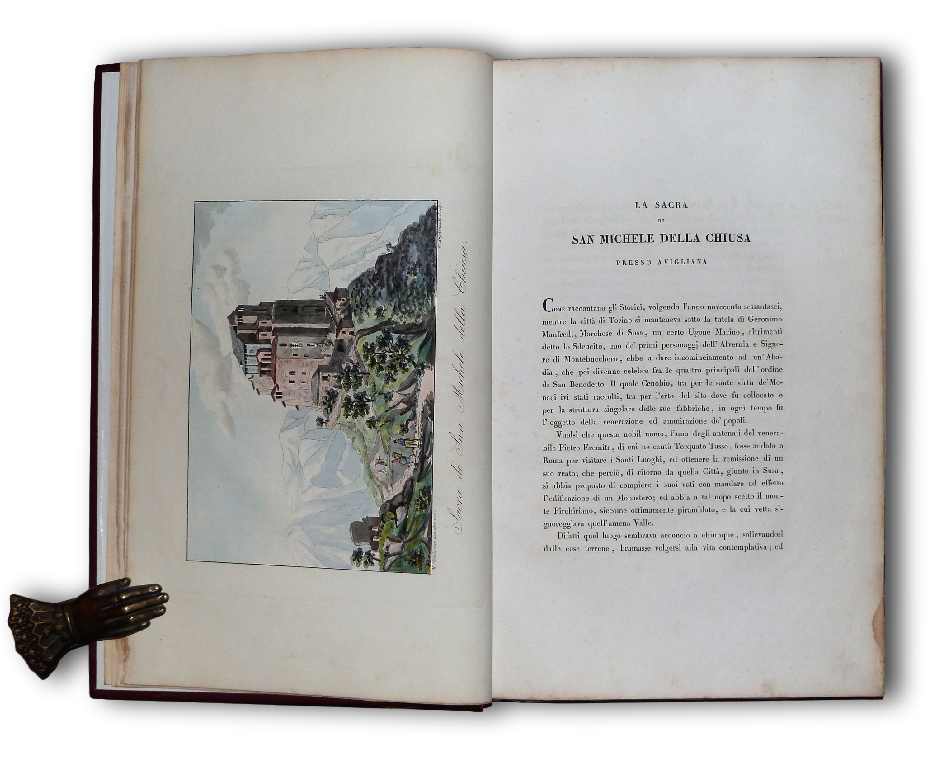
Description des sanctuaires du Piémont les plus distingués par l'ancienneté de leur vénération, 1822.

- Traduction en italien de l'ouvrage de Philibert Chabert, intitulé : Instruction sur la manière de conduire et de gouverner les vaches laitières, Turin, 1798, in-8°. ;
- Notice historique sur une inscription consulaire trouvée dans les décombres d'une porte de la ville de Turin, 1803, in-4°. ;
- De l'utilité de la mélasse dans le coulage des métaux, 1805, in-4°. ;
- Recherches sur l'influence que la lumière exerce sur la propagation du son, Paris, 1805, in-4. ;
- Description historique de la basilique de Superga, située sur la colline près Turin, 1808, in-fol., avec des vignettes, des planches et des plans ;
- Correspondance vaudoise, ou Recueil de quelques lettres des habitants des vallées de Pignerol sur le tremblement de terre de 1808, 1808, in-8. ;
- Lettres sur le moyen de désinfecter les ateliers de vers à soie ;
- Dissertation sur les maladies des vers à soie, 1810, in-8. ; 
  - L'auteur avait adressé à la Société d'agriculture de la Seine ces deux derniers écrits, qui furent depuis imprimés à la suite des Lettres de l'abbé Reyre sur les vers à soie, Paris, 1805, in-8°. VI ;
- Discours sur le caractère et l'étude des deux langues françaises et italienne, 1811, in-4. ;
- Turin et ses curiosités, ou Description historique de tout ce que cette capitale offre de remarquable dans ses monuments, ses édifices et ses environs, Turin, 1819, in-8° ;
- Turin à la portée de l'étranger, Turin, 1826, in-8°
- Vite di sessanta illustri Piemontesi (Vies de soixante Piémontais illustres), en italien, 1826, in-fol. :
- Viaggio romantico pittorico delle provincie occidentali dell' antica e moderna Italia (Voyage romantique et pittoresque dans les provinces occidentales de l'Italie), en italien,  1828, 3 vol. ;

Mais aussi :
- Victor-Modeste Paroletti, Discours prononcé par M. Modeste Paroletti : en faisant hommage au Corps législatif du Jugement universel de Michael-Ange, en dix-sept planches gravées au trait par Piroli, et publiées par M. Boulrini, Hacquart, 1810, 3 p. ;
- Victor-Modeste Paroletti, Discours prononcé par M. Modeste Paroletti : en présentant au Corps législatif l'hommage fait par M. Vassalli-Eandi, d'un livre ayant pour titre: Annales de l'Observatoire de l'Académie de Turin, Hacquart, 1810, 4 p. ;
- Victor-Modeste Paroletti, Éloge historique de Marie-Clotilde Adélhaide-Xavier de France, Reine de Sardaigne : avec des notes et des pièces inédites, Pillet, 1814, 120 p.,
  - Paroletti eut l'honneur de présenter cet Éloge à Louis XVIII, en audience particulière.

## Titres
- Chevalier de l'Empire (11 septembre 1813).

## Distinctions
- Ordre de la Réunion :
  - Chevalier de l'Ordre de la Réunion (11 septembre 1813).
- Légion d'honneur :
  - Chevalier de la Légion d'honneur ;
- Chevalier de l'Ordre de Saint-Maurice et Saint-Lazare.

## Règlement d'armoiries
« Parti: au 1, d'argent, au palmier de sinople terrassé de sable, surmonté d'un comble d'azur, chargé de deux étoiles à six rais d'or; au 2, de gueules, à une église d'or soutenue du même; champagne d'azur, brochant sur le parti, chargée du signe des chevaliers de l'Ordre impérial de la Réunion. »